# Werner Ricardo Voigt
Werner Ricardo Voigt (Schroeder, 8 de setembro de 1930 – Jaraguá do Sul, 1 de junho de 2016) foi um empresário brasileiro.
Em 1961 foi um dos fundadores da WEG S.A. em Jaraguá do Sul, juntamente com Geraldo Werninghaus e Eggon João da Silva.
Descendente de imigrantes alemães vindos da região de Düsseldorf, Werner Ricardo Voigt nasceu no dia 8 de setembro de 1930. Desde menino, sempre teve a eletricidade como uma paixão. Werner também despertou cedo para os prazeres da leitura por meio do avô, Leo Schulz, construtor e professor, que recebia inúmeros livros e revistas técnicas da Alemanha.
Purnhagen foi outro mestre que exerceu forte influência na vida de Werner. Adolescente, foi morar em Joinville, onde estudava no SENAI e trabalhava na oficina de Werner Strohmeyer. Aos 18 anos foi convocado para servir ao Exército, em Curitiba/PR. Após o serviço militar, foi um dos dois soldados selecionados para frequentar a Escola Técnica Federal, onde se especializou em radiotelegrafia e eletrônica.
Em setembro de 1953, Werner instalou uma pequena oficina no Centro de Jaraguá do Sul. O negócio, que prestava serviços gerais e atendia quase exclusivamente a manutenção de cerca de duas dezenas de veículos motorizados que então circulavam em Jaraguá e região, cresceu comprovando o espírito empreendedor do jovem que, mais tarde, utilizaria seu talento para dar início uma das maiores empresas do mundo: a WEG.
Werner Ricardo Voigt idealizou o protótipo de um motor que se tornou o produto originário da WEG. Visionário e apaixonado por inovação, ele comandava a tecnologia utilizada na fábrica. Sua liderança técnica era inquestionável e seu perfil focado em evolução levou a WEG a optar sempre pela modernidade quando o quesito era técnica. Em outubro de 1988, quando Décio assume a presidência, Werner passou a ocupar o conselho administrativo e deixou de exercer funções executivas na empresa. Em 2008, montou em Schroeder/SC o Centro de Ensino Técnico e Educacional Werner Ricardo Voigt favorecendo as oportunidades de ensino para os jovens da região.
Em junho de 2016, aos 85 anos, Werner Ricardo Voigt faleceu de causas naturais em Jaraguá do Sul/SC. Até os últimos dias de vida Werner foi um frequentador assíduo das fábricas da WEG. Conviveu com engenheiros recém formados ou já experientes com o mesmo prazer de sempre. Perguntando, olhando, ouvindo, descobrindo e conversando, Werner dividiu toda sua experiência de forma efetiva na produção e na solução de problemas.